# Carretera de la Bordeta
Carretera de la Bordeta es el nombre tradicional con el que se conoce el tramo que pasa por el barrio de la Bordeta del Camino real de Barcelona hacia poniente.

## Historia
El trazado de la carretera de la Bordeta nace como un ramal de la vía Augusta desde el portal de San Antonio de Barcelona, que pasaba por la actual avenida Mistral, Hostafrancs, la Bordeta, Hospitalet de Llobregat, Cornellá de Llobregat, etc. Hasta llegar a Martorell, donde se podía cruzar el Llobregat.
En cuanto a su pasado romano, se han propuesto las siguientes acotas de la Vía Augusta desde el centro de Barcelona:
- 1 milla - Ermita románica en la plaza del Pedró
- 2 millas - Miliario de Hostafrancs, cerca de la plaza España
- 3 millas - Algún punto entre la Bordeta y Hospitalet
- 4 millas - Ermita de Santa Eulalia de Provençana
- 5 millas - Plaza de la Villa de L'Hospitalet

Ya en época medieval, consta que en el XIV el Consejo de Ciento de Barcelona construyó un puente de madera sobre el Llobregat a la altura de San Baudilio de Llobregat, por lo que durante mucho tiempo el camino fue conocido como carretera de Sant Boi.
El tramo concreto de la Bordeta partía de la Cruz Cubierta, una cruz con un templete situada en la actual confluencia del Paralelo con la calle Llansá. A partir de ahí la carretera recibe varios nombres. Es calle de la Bordeta desde plaza España hasta el cruce con la riera de Magoria, que bajaba por Joanot Martorell y Noguera Ribagorzana. A partir de este punto, la calle se llama Gavá hasta San Medir, donde se cruzaba con el canal de la Infanta y su acequia auxiliar de la Bordeta. En el último tramo hasta Riera Blanca recibe el nombre de Constitución. A partir de la Riera Blanca, ya dentro de Hospitalet de Llobregat, la carretera recibe el nombre de calle Santa Eulalia.

## Importancia
La carretera de la Bordeta es el centro a partir del cual crece el núcleo de la Bordeta. Con la construcción de la nueva carretera real en 1790 por las actuales calles de Creu Coberta y de Sants, el antiguo camino real perdió importancia, pero volvió a reavivar con la creación del canal de la Infanta, en 1820.

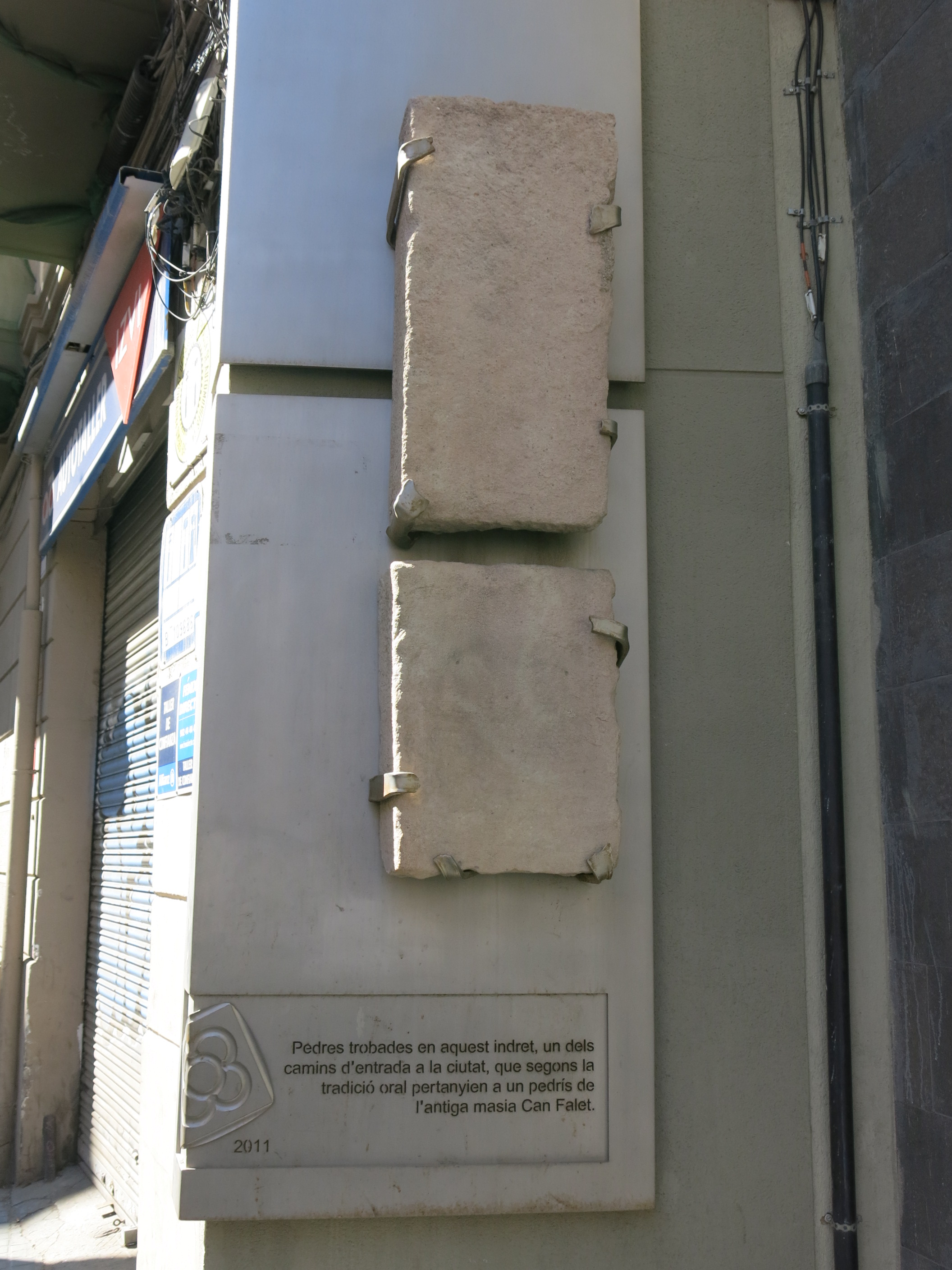
Piedras de la antigua masía de Can Falet, en Constitución 120

En cualquier caso, los edificios más antiguos e importantes del barrio surgen a lo largo de la carretera. En primer lugar, cabe destacar el hostal llamado de la Bordeta, que había en la carretera con Riera Blanca, que dio nombre al barrio. En el mismo lugar también estuvieron los burotes de Barcelona entre finales del siglo XIX y mediados del XX. También cerca de la carretera estaban las masías de Can Pau Valent, Can Sala, Can Massagué o Can Falet. Por último, llegaron las fábricas como la Porcelana, de la que se conserva la chimenea, Balet y Vendrell, Cascante o la gran fábrica de Can Batlló, todavía existente y en proceso de rehabilitación como equipamientos para el barrio.
Dentro de los edificios actuales de la carretera cabe destacar la iglesia de Sant Medir, la Escuela Proa, el Instituto Joan Coromines, el centro de salud mental Cal Muns y la cooperativa de vivienda de la Borda, el edificio de madera más grande de Cataluña.